# Le monde est un village (documentaire)
Le monde est un village (titre original : Findet Lilly Engel) est un téléfilm documentaire allemand réalisé par Lilly Engel et Philipp Fleischmann, diffusé en 2012
Le téléfilm s'appuie sur la théorie des six degrés de séparation, qui veut que deux personnes dans le monde soient liées entre elles par une chaîne de six maillons maximum.

## Synopsis
Lilly Engel part de Berlin, et rencontre, avec son équipe de tournage, un premier individu au Maroc (Afrique du nord), son 1er point de départ (3709 km de Berlin). Une quête commence alors à travers le monde, avec le réseau de connaissances de chaque maillon, à la recherche de Lilly Engel, en passant par Vanuatu (Mélanésie), le 2e point de départ (15536 km de Berlin), puis par l'Italie, le 3e point de départ (1500 km de Berlin), et enfin par l'Arizona, le 4e point de départ (9002 km de Berlin). Chaque personne est biographiée sur son lieu de vie, et donne le contact qui pourrait permettre de retrouver Lilly Engel. La seule condition à cette quête sera de s'affranchir de l'utilisation d'internet.